# 中華職棒新人選秀狀元
中華職棒新人選秀狀元為中華職棒於1991年8月份開始辦理新人選秀會以來，為第一輪第一順位被挑中的球員。不包括外籍球員選秀、旅日球員返國選秀、代訓選手選秀以及特別選秀。

## 歷次選秀狀元
以下為歷屆新人選秀會第一輪第一順位挑中球員名單。

### 標示

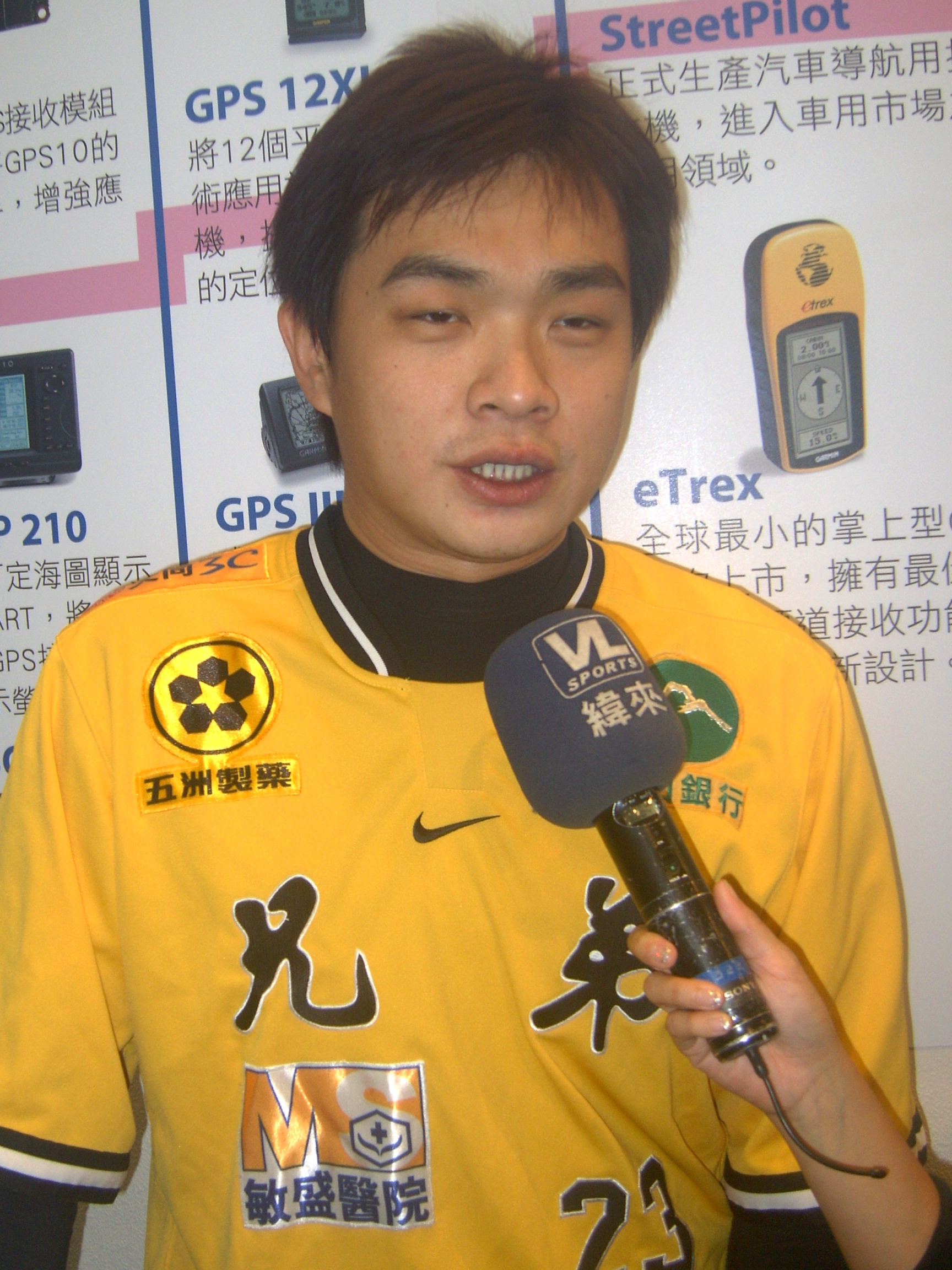
彭政閔為2001年季初選秀會被兄弟象以第一輪第一順位挑中，為當年的選秀狀元，加入職棒以來一直有穩定的表現，屢屢締造佳績,2019年退休前一直是象隊看板球星，曾經15度以最高票入選明星賽

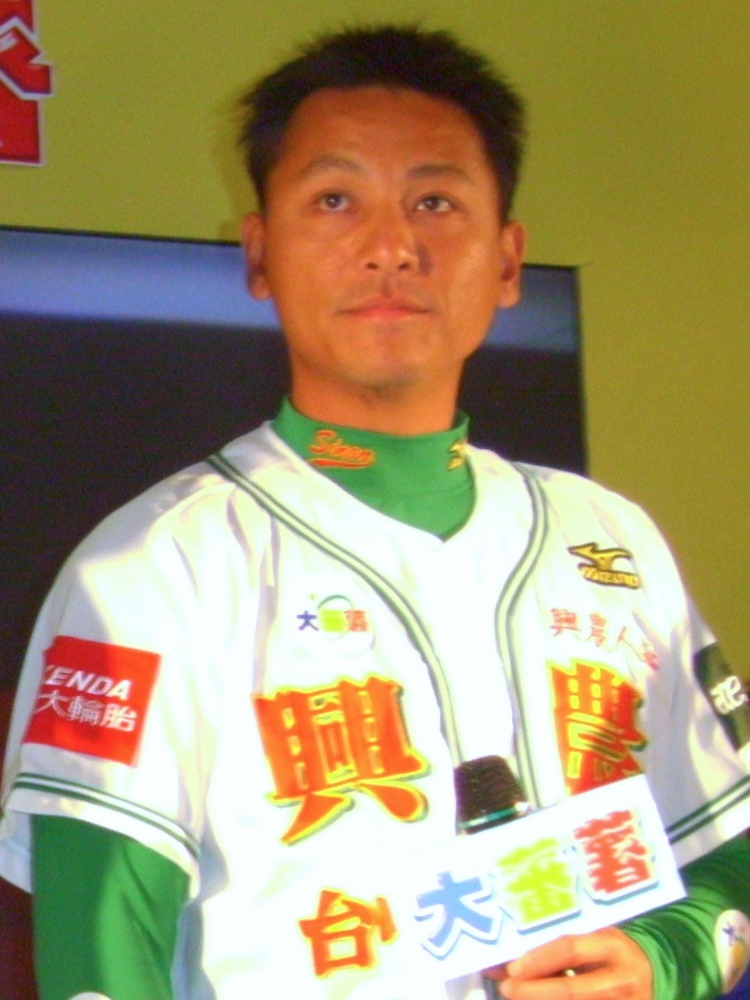
蔡仲南為2002年季初選秀會被興農牛以第一輪第一順位挑中，為當年的選秀狀元，加入職棒第一個球季投出14勝佳績，並且獲得該年新人王

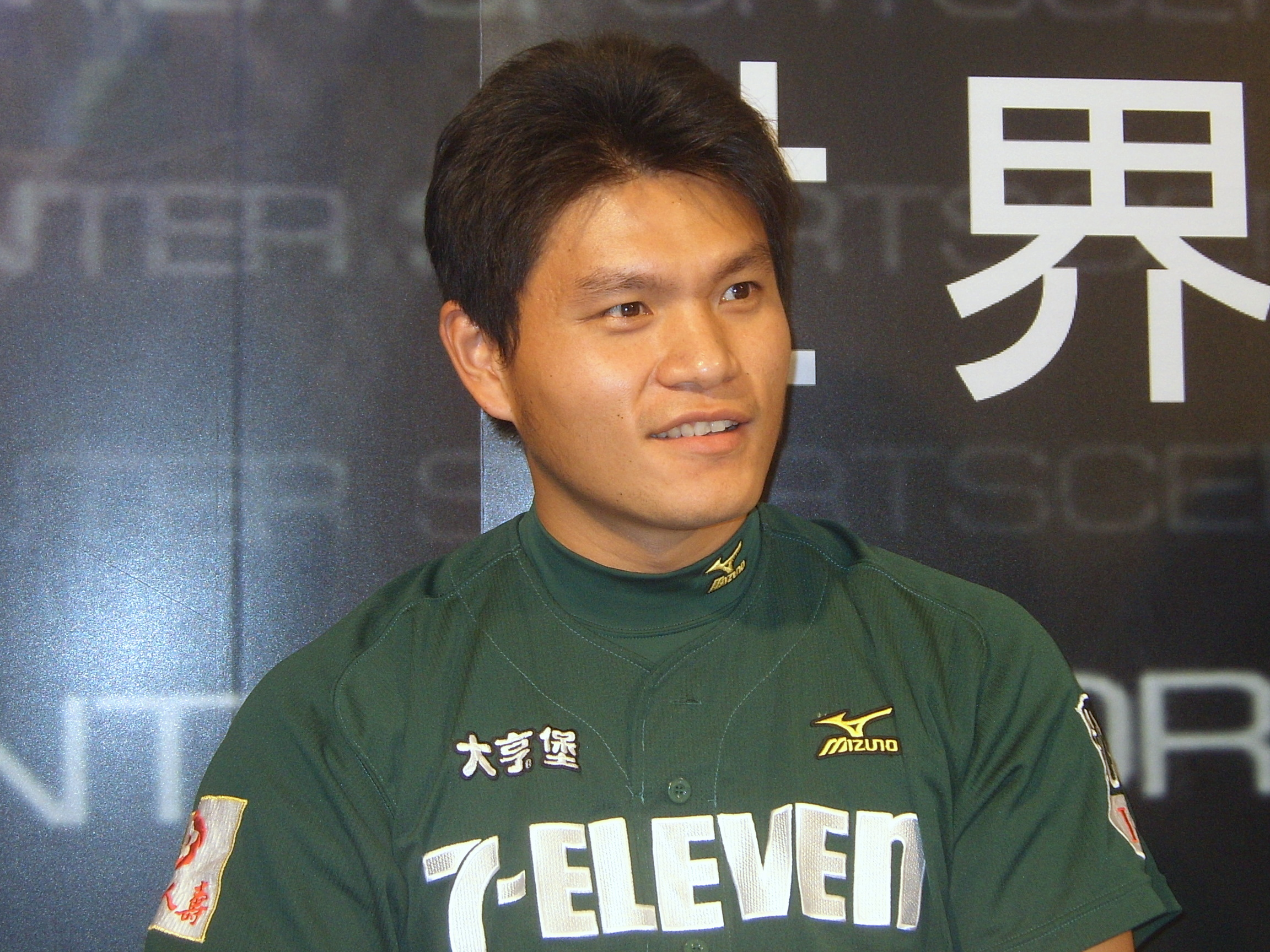
潘威倫為2003年季初選秀會被統一獅以第一輪第一順位挑中，為當年的選秀狀元，加入職棒第一個球季投出13勝佳績，並且獲得該年新人王，成為獅隊十幾年的固定先發主力，並成為台灣職棒史上最多勝的投手

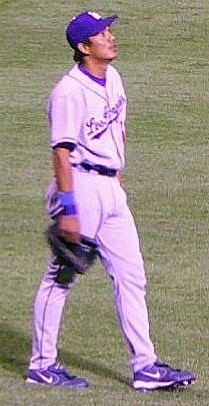
陳金鋒憑藉著美國職棒大聯盟資歷，毫無意外在2006年選秀會被La New熊以第一輪第一順位挑中，成為中華職棒有史以來年薪達一千萬新臺幣選手

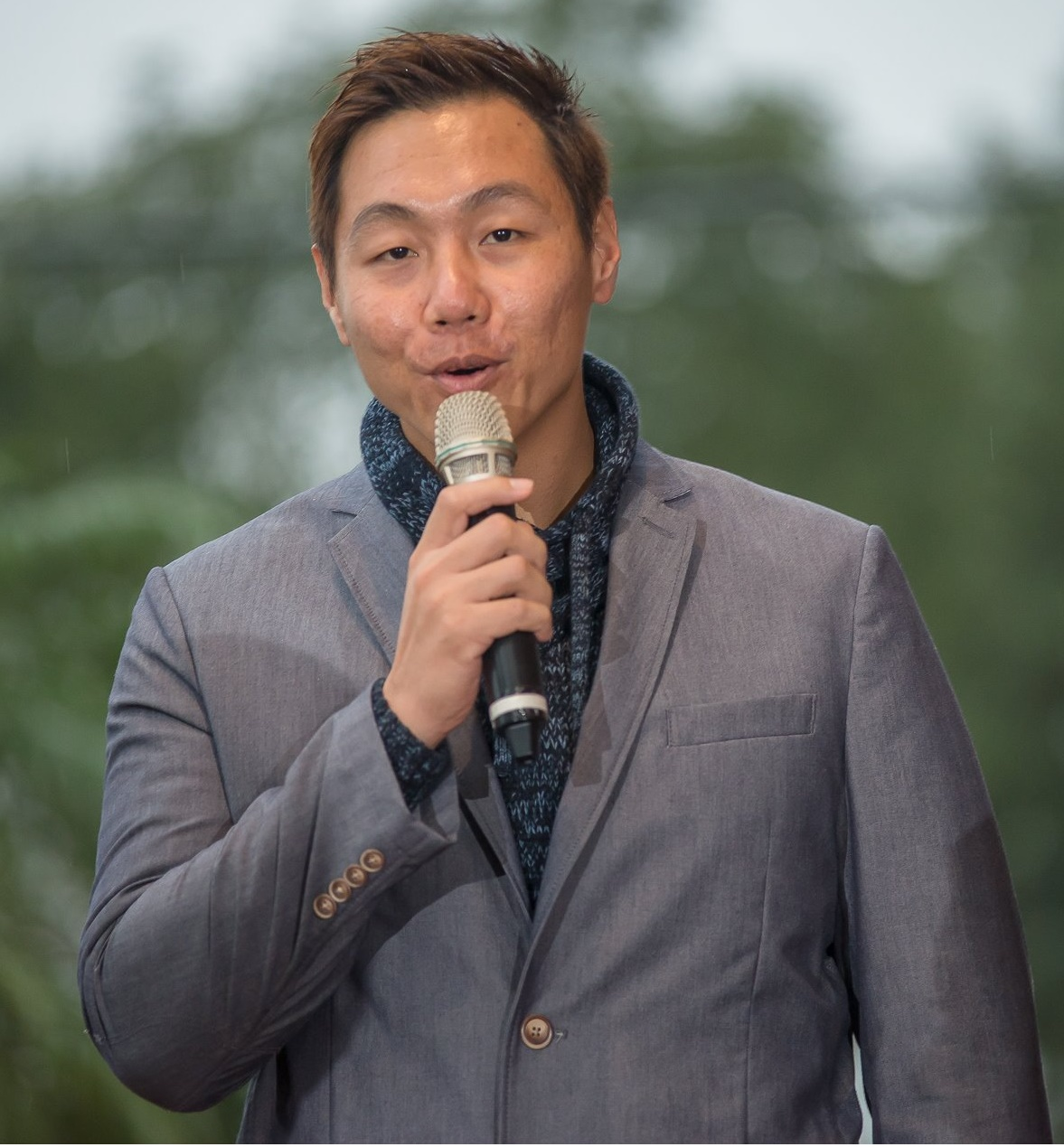
林益全為當時臺灣業餘界強打，在2007年底選秀會被興農牛以第一輪第一順位挑中，2009年於職棒登場後，一舉奪下年度最佳九人、金手套、打點王、新人王以及年度最有價值球員，近幾年屢屢靠著手中的棒子締造紀錄，為火力輸出穩定選手

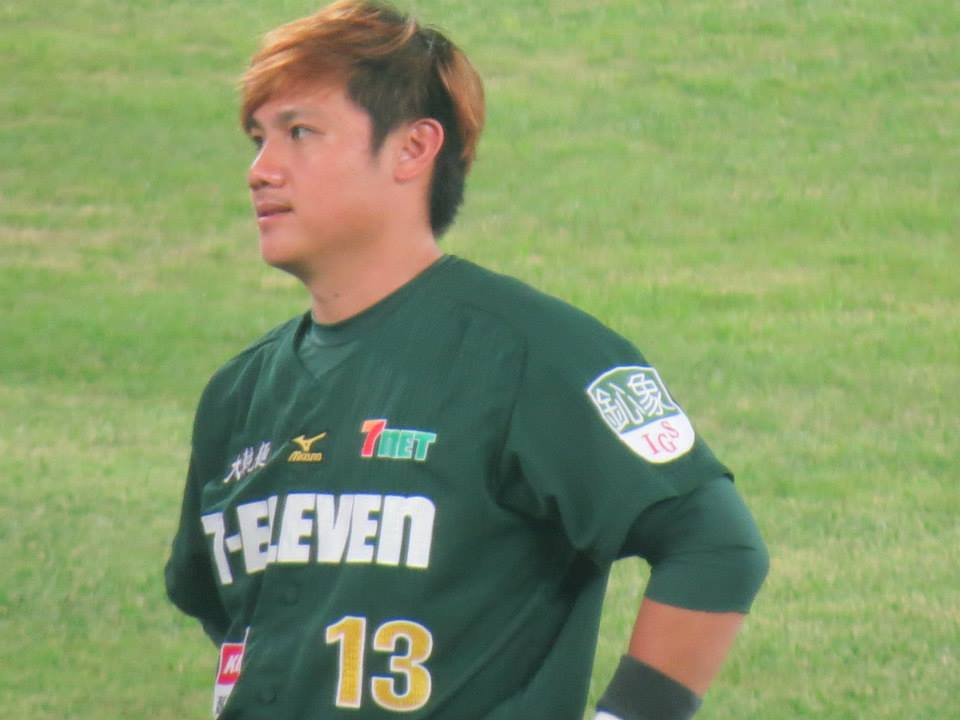
陳鏞基憑藉著美國職棒小聯盟高達3A等級資歷，在2011年選秀會被統一7-ELEVEn獅以第一輪第一順位挑中，成為獅隊近幾年先發內野主力

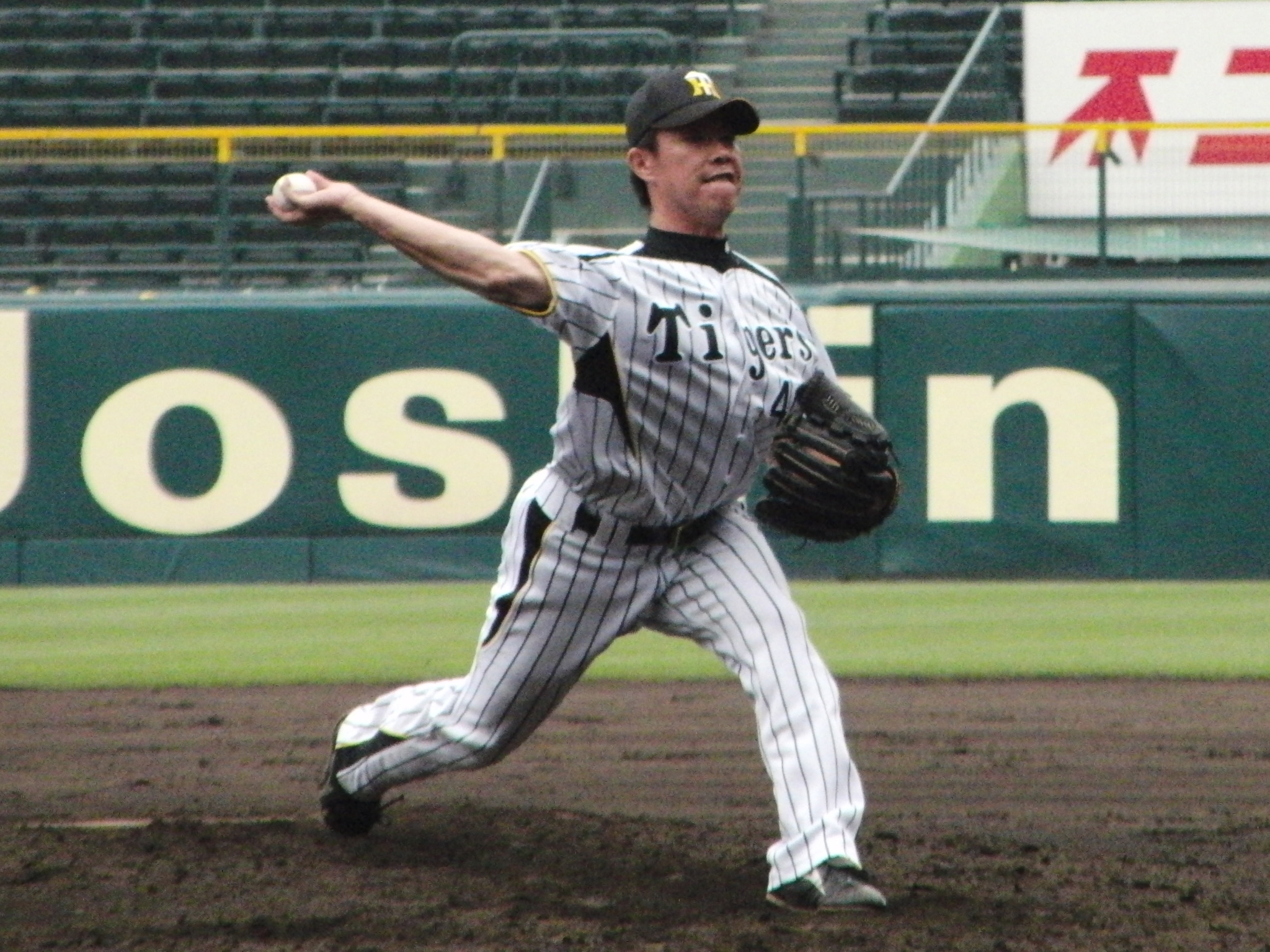
鄭凱文擁有日本職棒一軍資歷，在2013年底選秀會被剛買下兄弟象的中信兄弟球團以第一輪第一順位挑中，返台首年奪得勝投王、防禦率王，在受傷開刀前有二個賽季固定為本土先發王牌

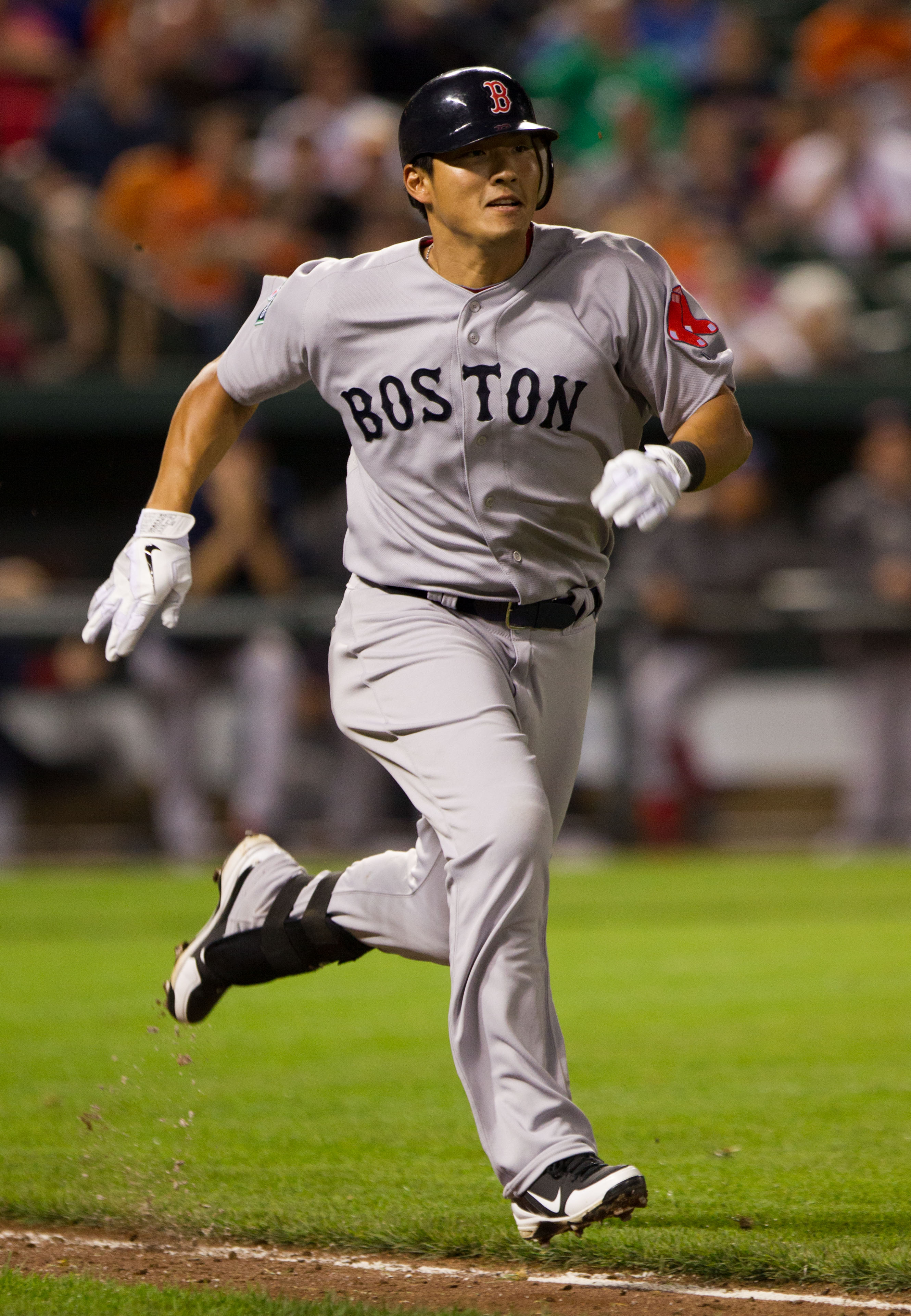
林哲瑄憑藉著美國職棒大聯盟資歷，在2015年選秀會被義大犀牛球團以第一輪第一順位挑中，屢屢靠著優異外野守備能力聞名中華職棒

| ៛      | 獲得新人王             |
| #      | 生涯不曾在職棒一軍出賽 |
| 粗體字 | 現役球員               |

### 名單
| 選秀會日期     | 球員姓名 | 挑中球隊       | 守備位置 | 原屬球隊         | 參加選秀前最高層級經歷 | 職棒一軍初登板                  | 簽約金      | 備註 |
| -------------- | -------- | -------------- | -------- | ---------------- | ---------------------- | ------------------------------- | ----------- | --- |
| 1991年8月3日   | 陳仁安#  | 兄弟象         | 外野手   | 台灣電力         | 臺灣業餘成棒           | 未登板                          | 未簽約      | 因個人因素婉拒與象隊簽約                                                                                           |
| 1992年1月8日   | 呂明賜   | 兄弟象         | 捕手     | 讀賣巨人         | 日本職棒一軍           | 1992年3月19日代表味全龍         | 教練合約    | 因選秀會前與龍隊以打擊教練身分簽下合約，未加入象隊                                                                 |
| 1992年12月9日  | 陳大順   | 味全龍         | 一壘手   | 千葉羅德海洋     | 日本職棒一軍           | 1993年3月9日代表味全龍          | 144萬新台幣 | |
| 1993年12月26日 | 童琮輝   | 三商虎         | 一壘手   | 中國信託         | 臺灣業餘成棒           | 1994年3月16日代表三商虎         | 不詳        | |
| 1994年12月12日 | 張協進   | 俊國熊         | 三壘手   | 輔仁大學         | 臺灣大專棒球隊         | 1995年3月19日代表俊國熊         | 不詳        | |
| 1996年2月14日  | 洪佩臻   | 味全龍         | 投手     | 味全龍練習生     | 中華職棒練習生         | 1996年3月31日代表味全龍         | 144萬新台幣 | |
| 2000年2月29日  | 張家浩   | 興農牛         | 二壘手   | 輔仁大學         | 臺灣大專棒球隊         | 2000年4月21日代表興農牛         | 不詳        | |
| 2000年6月28日  | 曾傑志   | 統一獅         | 投手     | 台北體院         | 臺灣大專棒球隊         | 2000年9月28日代表統一獅         | 500萬新台幣 | |
| 2001年1月6日   | 彭政閔   | 兄弟象         | 一壘手   | 合作金庫         | 臺灣業餘成棒           | 2001年3月10日代表兄弟象         | 330萬新台幣 | |
| 2001年6月19日  | 紀俊麟   | 和信鯨         | 外野手   | 台灣體院         | 臺灣大專棒球隊         | 2001年6月30日代表和信鯨         | 不詳        | |
| 2002年1月16日  | 蔡仲南៛  | 興農牛         | 投手     | 國軍棒球隊       | 臺灣業餘成棒           | 2002年3月8日代表興農牛          | 600萬新台幣 | |
| 2002年6月25日  | 沈柏蒼   | 統一獅         | 投手     | 國軍棒球隊       | 臺灣業餘成棒           | 2002年7月7日代表統一獅          | 不詳        | |
| 2003年1月11日  | 潘威倫៛  | 統一獅         | 投手     | 合作金庫         | 臺灣業餘成棒           | 2003年3月9日代表統一獅          | 300萬新台幣 | |
| 2003年6月19日  | 林建宏   | 第一金剛       | 游擊手   | 嘉義大學         | 臺灣大專棒球隊         | 2003年6月21日代表第一金剛       | 不詳        | |
| 2004年1月14日  | 石志偉   | La new熊       | 三壘手   | 合作金庫         | 臺灣業餘成棒           | 2004年3月4日代表La new熊        | 250萬新台幣 | |
| 2004年12月12日 | 許志華   | La new熊       | 投手     | 合作金庫         | 臺灣業餘成棒           | 2005年3月19日代表La new熊       | 250萬新台幣 | |
| 2005年12月26日 | 陳金鋒   | La new熊       | 外野手   | 自由球員         | 美國職棒大聯盟         | 2006年3月21日代表La new熊       | 無          | |
| 2006年12月5日  | 陳江和   | 兄弟象         | 游擊手   | 中信鯨代訓       | 中華職棒代訓球員       | 2007年3月18日代表兄弟象         | 200萬新台幣 | |
| 2007年12月27日 | 林益全៛  | 興農牛         | 三壘手   | 台灣電力         | 臺灣業餘成棒           | 2009年3月29日代表興農牛         | 500萬新台幣 | |
| 2008年12月31日 | 林克謙   | 興農牛         | 投手     | 合作金庫         | 美國業餘大學短期聯盟   | 2009年4月3日代表興農牛          | 350萬新台幣 | |
| 2009年12月30日 | 張耿豪   | 興農牛         | 投手     | 臺灣體大         | 臺灣大專棒球隊         | 2010年4月3日代表興農牛          | 300萬新台幣 | 第一輪第一順位被兄弟象挑走的林恩宇，因已在中華職棒出場過，不被公認為新人，故第二順位的張耿豪成為當年選秀會選秀狀元 |
| 2010年12月21日 | 陳鏞基   | 統一7-ELEVEn獅 | 游擊手   | 自由球員         | 美國職棒小聯盟3A       | 2011年3月20日代表統一7-ELEVEn獅 | 無          | |
| 2011年12月28日 | 林晨樺   | 興農牛         | 投手     | 台灣電力         | 臺灣業餘成棒           | 2012年4月1日代表興農牛          | 400萬新台幣 | |
| 2012年12月28日 | 胡金龍   | 義大犀牛       | 內野手   | 自由球員         | 美國職棒大聯盟         | 2013年3月24日代表義大犀牛       | 無          | |
| 2013年11月28日 | 鄭凱文   | 兄弟象         | 投手     | 自由球員         | 日本職棒一軍           | 2014年3月25日代表中信兄弟       | 無          | |
| 2015年6月29日  | 林哲瑄   | 義大犀牛       | 外野手   | 自由球員         | 美國職棒大聯盟         | 2015年8月14日代表義大犀牛       | 無          | |
| 2016年6月27日  | 蘇智傑   | 統一7-ELEVEn獅 | 內野手   | 文化大學         | 臺灣大專棒球隊         | 2016年7月29日代表統一7-ELEVEn獅 | 560萬新台幣 | |
| 2017年7月3日   | 廖健富   | Lamigo桃猿     | 捕手     | 高苑工商         | 臺灣高中職青棒隊       | 2017年9月24日代表Lamigo桃猿     | 555萬新台幣 | |
| 2018年7月2日   | 戴培峰   | 富邦悍將       | 捕手     | 平鎮高中         | 臺灣高中職青棒隊       | 2019年3月24日代表富邦悍將       | 560萬新台幣 | |
| 2019年7月1日   | 劉基鴻   | 味全龍         | 內野手   | 平鎮高中         | 臺灣高中職青棒隊       | 2021年3月14日代表味全龍         | 590萬新台幣 | |
| 2020年7月20日  | 王維中   | 味全龍         | 投手     | 自由球員         | 美國職棒大聯盟         | 2021年3月14日代表味全龍         | 無          | |
| 2021年7月12日  | 江少慶   | 富邦悍將       | 投手     | 富邦悍將自行培訓 | 美國職棒小聯盟3A       | 2021年8月25日代表富邦悍將       | 無          | |
| 2022年7月11日  | 曾子祐៛  | 台鋼雄鷹       | 內野手   | 平鎮高中         | 臺灣高中職青棒隊       | 2024年4月3日代表台鋼雄鷹        | 570萬新台幣 | |
| 2023年7月12日  | 林子偉   | 台鋼雄鷹       | 內野手   | 自由球員         | 美國職棒大聯盟         | 2023年8月19日代表樂天桃猿       | 無          | 8/11台鋼雄鷹球團宣布交易林子偉換來了樂天桃猿王溢正、藍寅倫、翁瑋均與王柏融契約權                                   |
| 2024年6月28日  | 張育成   | 富邦悍將       | 內野手   | 自由球員         | 美國職棒大聯盟         | 2024年7月12日代表富邦悍將       | 無          | |
| 2025年6月30日  | 韋宏亮   | 台鋼雄鷹       | 投手     | 新北凱撒         | 臺灣業餘成棒           |                                 | 570萬新台幣 | |